# 下夜久野駅
下夜久野駅（しもやくのえき）は、京都府福知山市夜久野町額田にある、西日本旅客鉄道（JR西日本）山陰本線の駅である。

## 歴史
- 1911年（明治44年）10月25日：鉄道院播但線支線福知山駅 - 和田山駅間開通時に開設。客貨取扱開始[1]。
- 1912年（明治45年）3月1日：線路名称改定。播但線福知山駅 - 和田山駅 - 香住駅間が山陰本線に編入され、当駅もその所属となる。
- 1970年（昭和45年）12月15日：貨物取扱廃止[1]。日中のみ駅員配置とする[3][4]。
- 1984年（昭和59年）10月1日：簡易委託駅化[2]。
- 1987年（昭和62年）4月1日：国鉄分割民営化に伴い、西日本旅客鉄道（JR西日本）の駅となる[1]。
- 2022年5月：自動券売機が撤去される。
- 2022年（令和4年）10月1日：組織改正に伴い、近畿統括本部福知山管理部管轄となる。

## 駅構造
島式ホーム1面2線を有し、交換設備を備えた地上駅。1線スルーでは無いためホームは方向別に分けられている。また、通過列車であっても速度を落として通過する。駅舎は線路北側にありホームとは跨線橋で連絡している。
駅舎にスーパーマーケットが併設されていたが閉店した後、中古車販売店となった。駅前には男女別の水洗トイレがある。
福知山駅管理の無人駅。ホームへ降りた先にはかつて自動券売機が設置されていたが2022年5月頃に撤去された。また、以前は急行列車の停車駅でもあった。

### のりば
| のりば | 路線     | 方向 | 行先                   |
| ------ | -------- | ---- | ---------------------- |
| 1      | 山陰本線 | 上り | 福知山・京都・大阪方面 |
| 2      | 山陰本線 | 下り | 和田山・豊岡方面       |

## 利用状況
2023年度の1日当たりの利用者数は70人。1日平均乗車人員は以下の通り。
| 乗車人員推移 | 乗車人員推移 |
| 年度         | 1日平均人数  |
| ------------ | ------------ |
| 1999年       | 189          |
| 2000年       | 178          |
| 2001年       | 151          |
| 2002年       | 132          |
| 2003年       | 134          |
| 2004年       | 129          |
| 2005年       | 121          |
| 2006年       | 110          |
| 2007年       | 110          |
| 2008年       | 110          |
| 2009年       | 101          |
| 2010年       | 96           |
| 2011年       | 96           |
| 2012年       | 90           |
| 2013年       | 85           |
| 2014年       | 74           |
| 2015年       | 68           |
| 2016年       | 78           |
| 2020年       | 57           |

## 駅周辺
- 福知山市役所 夜久野支所（旧・夜久野町役場）
- ふれあいプラザ（図書館、保健所等の総合施設）
- 夜久野郵便局
- 福知山市立明正小学校
- 国道9号
- 牧川

### バス路線
- 京都交通 夜久野線「下夜久野駅前」停留所
  - 福知山駅前 行
- 福知山市営バス 夜久野バス「下夜久野駅前」停留所
  - 直見線
    - ふれあいプラザ 行
    - 上夜久野駅前・才谷 行

  - 畑線
    - 今里 行
    - 上夜久野駅前 行

  - 板生・千原線
    - 上夜久野駅前・田谷 行

## 隣の駅
西日本旅客鉄道（JR西日本）
 山陰本線
上川口駅 - 下夜久野駅 - 上夜久野駅